# 巴林和科威特銀行
巴林和科威特銀行（BBK）成立於1971年，同時成立於巴林和科威特國。其股東包括科威特和巴林的人民與政府，是一間銀行和投資公司。該銀行目前運作於四個國家，包括印度、阿拉伯聯合大公國、巴林、科威特。

## 域外連結
1.http://www.bbkonline.com （页面存档备份，存于）
1. 1 2 3 4 5 6   (PDF). BBK.   [2015-01-01]. （原始内容存档 (PDF)于2016-03-04）.